# No-One but You (Only the Good Die Young)
A No-One but You (Only the Good Die Young) az utolsó dal a brit Queen rockegyüttes megmaradt három tagjától Freddie Mercury 1991-es halála után. Ellenben a Made in Heaven dalaival, ebben a dalban semmilyen formában nem működött közre Mercury, teljesen a többiek munkája volt. A szerzője Brian May gitáros volt, a produkció során ő és Roger Taylor megosztották az éneket, a felvételen pedig John Deacon basszusgitáros is részt vett (neki ez volt az utolsó zenei munkája, nem sokkal ezután visszavonult). Az 1997-es Queen Rocks album egyetlen új dala volt, majd kislemezen is megjelent.
Eredetileg Lady Diana hercegnő 1997 augusztusában bekövetkező halála inspirálta, de a dal szövege ugyanúgy ráillik Mercury esetére is, a szöveg szerint pedig mindenkire illik, aki „meghal az ideje előtt”. A kislemez borítója a mitológiai Ikaroszt ábrázolta, aki viaszból épített szárnyakkal túl közel került a naphoz, ezért lezuhant és meghalt (a szöveg utalást is tesz Ikarosz történetére). May eredetileg Another World című albumára írta a dalt, majd elküldött egy demót Taylornak, hogy véleményezze. Taylor előbb megfeledkezett róla, de mikor meghallgatta, felvetette, hogy Queen-dalt csinálhatnának belőle. Taylor változtatta meg a mű tempóját, és tette általánosabbá a dalszöveget.
A We Will Rock You musicalben is előadják, tisztelgésként Freddie Mercury, és a többi olyan zenész előtt, akik fiatalon haltak meg.

## Közreműködők
- Brian May: ének, zongora, gitár, háttérvokál
- Roger Taylor: ének, háttérvokál, dob
- John Deacon: basszusgitár

## Kislemezkiadás
1. No-One But You (Only The Good Die Young) – 4:13
2. We Will Rock You (Rick Rubin 'Ruined' Remix) – 4:59
3. Tie Your Mother Down – 3:45
4. Gimme the Prize (Instrumental Remix) – 4:01

## Helyezések
| Év   | Lista            | Legmagasabb helyezés |
| ---- | ---------------- | -------------------- |
| 1997 | Brit slágerlista | 13                   |

## Külső hivatkozások
Dalszöveg

Videóklip